# The Chaos
The Chaos è il quarto album discografico in studio del gruppo musicale inglese The Futureheads, pubblicato nel 2010.

## Tracce
1. The Chaos – 4:09
2. Struck Dumb – 2:50
3. Heartbeat Song – 2:29
4. Stop the Noise – 2:31
5. The Connector – 2:56
6. I Can Do That – 3:42
7. Sun Goes Down – 3:52
8. This Is the Life – 2:55
9. The Baron – 3:11
10. Dart at the Map – 4:04
11. Jupiter – 6:23